# Sahil Salim
Sahil Salim (arab. ساحل سليم) – miasto w Egipcie, w muhafazie Asjut. W 2006 roku liczyło 31 781 mieszkańców.